# Estação Ferroviária de Padrón
A Estação Ferroviária de Padrón é uma interface ferroviária da Linha Redondela-Santiago de Compostela que serve a localidade de Padrón, na Galiza.